# I Love Paris
Pour les articles homonymes, voir Love et Paris (homonymie).
Clip vidéo
[vidéo] « I Love Paris - Maurice Chevalier & Frank Sinatra - film Can-can (1960) », sur YouTube
I Love Paris (ou I Love Paris in the Springtime ; J'aime Paris au printemps) est un standard de jazz du Great American Songbook, une chanson d'amour, et une chanson sur Paris, de l'auteur-compositeur Cole Porter, pour sa comédie musicale à grand succès Can-Can,,, de Broadway à New York en 1953. Créée par la chanteuse française Lilo elle est reprise par le duo Maurice Chevalier-Frank Sinatra pour la bande sonore du film Can-Can (film), de Walter Lang en 1960.

## Histoire
Cette chanson d'amour est créée sur scène par la chanteuse-comédienne Lilo (qui joue le rôle de la Môme Simone Pistache,  directrice et meneuse de revue de Cancan-French cancan du cabaret parisien le Bal du Paradis (voisin du Moulin-Rouge) de la Belle Époque à Montmartre) dans la production originale à grand succès du Shubert Theatre de Broadway de 1953-54 « J'aime Paris au printemps, en automne, en hiver, quand il y a de la bruine, en été, quand ça grésille, J'aime Paris à chaque instant, A chaque moment de l'année, Pourquoi oh pourquoi est-ce que j'aime tant Paris ?, Car mon amour vit à côté... ».
Dans l'adaptation cinématographique de cette comédie musicale Can-Can (film), de Walter Lang de 1960, ou le rôle de la Môme Simone Pistache est repris par Shirley MacLaine, ont ne peut entendre que la musique, sans les paroles, mais la chanson est entregistrée en studio par Maurice Chevalier et Frank Sinatra (qui l'a publie entre autres sur leurs albums respectifs Come Fly with Me (Frank Sinatra) de 1958, Maurice Chevalier Sings Broadway de 1960, et Chevalier chante Paris de 1966...) pour l'album de la colonne sonore du film.

## Comédie musicale et cinéma
- 1953 : Can-Can (comédie musicale), de Broadway à New York (interprétée par Lilo)
- 1960 : Can-Can (film), de Walter Lang (film musical adapté du précédent) interprétée en duo par Frank Sinatra et Maurice Chevalier

## Reprises et adaptations
Ce standard de jazz du Great American Songbook (grand répertoire américain de la chanson) est repris et adapté par de très nombreux interprètes, dont Les Baxter et Son Orchestre (1953), Bing Crosby  (1953), Michel Legrand (1954), Lucienne Delyle  (1954), Caterina Valente (sous le titre Ganz Paris träumt von der Liebe, Tout Paris rêve d'amour, en allemand de 1954), Ella Fitzgerald (1956), The Coasters (1958), Screamin' Jay Hawkins (1958). Stan Kenton (1958), Andy Williams (1960), Etta Jones (1960), Doris Day (1960), Al Hirt (1961), Jack Jones (1961), Dean Martin (1962), Frank Sinatra & Julio Iglesias (1962), Mireille Mathieu (sous le nom J'aime Paris, show de 1980, et album Made in France de 2017), Jessye Norman (1984), Les Négresses vertes (1990), Peter Cincotti (2004), Garou (2009), Vanessa Paradis (album Best of Vanessa Paradis de 2009), The Hot Sardines (2013), Zaz (2014), Avalon Jazz Band (album I Wish You Love de 2016), The Dø (2017), Gunhild Carling (2017)...